# The Legend of Kyrandia: Malcolm's Revenge
 (octobre 2016).
Si vous disposez d'ouvrages ou d'articles de référence ou si vous connaissez des sites web de qualité traitant du thème abordé ici, merci de compléter l'article en donnant les références utiles à sa vérifiabilité et en les liant à la section « Notes et références ».
The Legend of Kyrandia: Malcolm's Revenge (littéralement La Légende de Kyrandia : La Revanche de Malcolm) est un jeu vidéo d'aventure en pointer-et-cliquer développé par Westwood Studios et édité par Virgin Interactive en 1994 sur DOS. C'est le troisième volet de The Legend of Kyrandia. On incarne dans ce volet Malcolm le bouffon, qui était le méchant du premier jeu.

## Trame
Cela fait des années que Malcolm le bouffon maléfique a été transformé en statue, et il croupit dans une décharge. Lors d'une nuit orageuse, la foudre lui tombe dessus, le libérant du sortilège. Après une nuit à batailler dans les ordures, Malcolm décide de prendre sa revanche sur Brandon et Kallak. Le gros problème: il a perdu tous ses pouvoirs magiques lors de son long séjour sous pierre. Il devra alors se servir de ses talents de bouffon... aidé par sa mauvaise conscience, Gunther.

## Système de jeu
Malcolm's Revenge prend une tournure différente des deux opus précédents :
- Il est notamment plus humoristique.
- Le héros est un "méchant" et peut accomplir nombreuses actions peu charitables. Cependant, comparé à sa cruauté dans le premier jeu, ce que fait Malcolm est bien doux...
- Un cadran dans la barre d'outils permet de faire changer la manière dont Malcolm parle aux gens: "Gentil", "Moyen" ou "Menteur".
- Malcolm peut gagner des points s'il accomplit telle ou telle action. Il y a de nombreuses manières cachées de gagner des points, qui sont nommés de manière humoristique tels "Points d'idiotie", "Points de 'Hé! Arrêtez!'", "Points de ruse de bistrot"...
- Le jeu est moins linéaire et plus profond: il y a plusieurs façons de progresser, notamment au début et à la fin.
- Il y a des séquences vidéos en 3d, et des rires pré-enregistrés (que l'on peut supprimer) lorsque Malcolm fait quelque chose de comique.
- Si Malcolm se procure son bâton de bouffon, il peut l'utiliser sur n'importe quel personnage pour le faire rire, et éventuellement obtenir des points.

## Violence
Malgré son ton apparemment bon enfant, le jeu contient aussi des scènes très violentes, en particulier lors des morts de Malcolm: il peut se faire attaquer par des serpents qui lui mordent le visage jusqu'à le réduire en sang, et s'il a le malheur d'acheter un couteau enchanté, ce dernier le poursuivra, le poignardera plusieurs fois et Malcolm finira dans une mare de sang (un message de prévention apparaitra cependant au préalable, pouvant éviter cette scène et montrer Malcolm se faire tuer hors-champ).

## Personnages
- Malcolm le bouffon, bouffon sadique et anti-héros malgré lui
- Günther, sa mauvaise conscience, le soutenant dans ses mauvais coups
- Brandon, le roi de Kyrandia
- Kallak, grand-père de Brandon et son conseiller
- Hermann, ancien gardien de pont, connétable puis prêteur sur gages
- Zanthia, alchimiste
- Darm, vieux magicien
- Brandywine, dragon domestique de Darm
- Rowena, gardienne de prison entichée de Malcolm
- Jean-Claude Barbecue, capitaine pirate
- Lapluche, chat dirigeant une rébellion contre des chiens
- La Reine Poisson, amatrice de morpion
- La Voix de la Raison, statue vivante s'occupant des affaires de justice
- Stewart, la bonne conscience de Günther, prêt à le mener vers la rédemption
- Vince, gardien des bains publics puis employé de fabrique de jouets